# Weissia ghatensis
Weissia ghatensis är en bladmossart som beskrevs av Hugh Neville Dixon och Potier de la Varde 1930. Weissia ghatensis ingår i släktet krusmossor, och familjen Pottiaceae. Inga underarter finns listade i Catalogue of Life.